# Gaucho

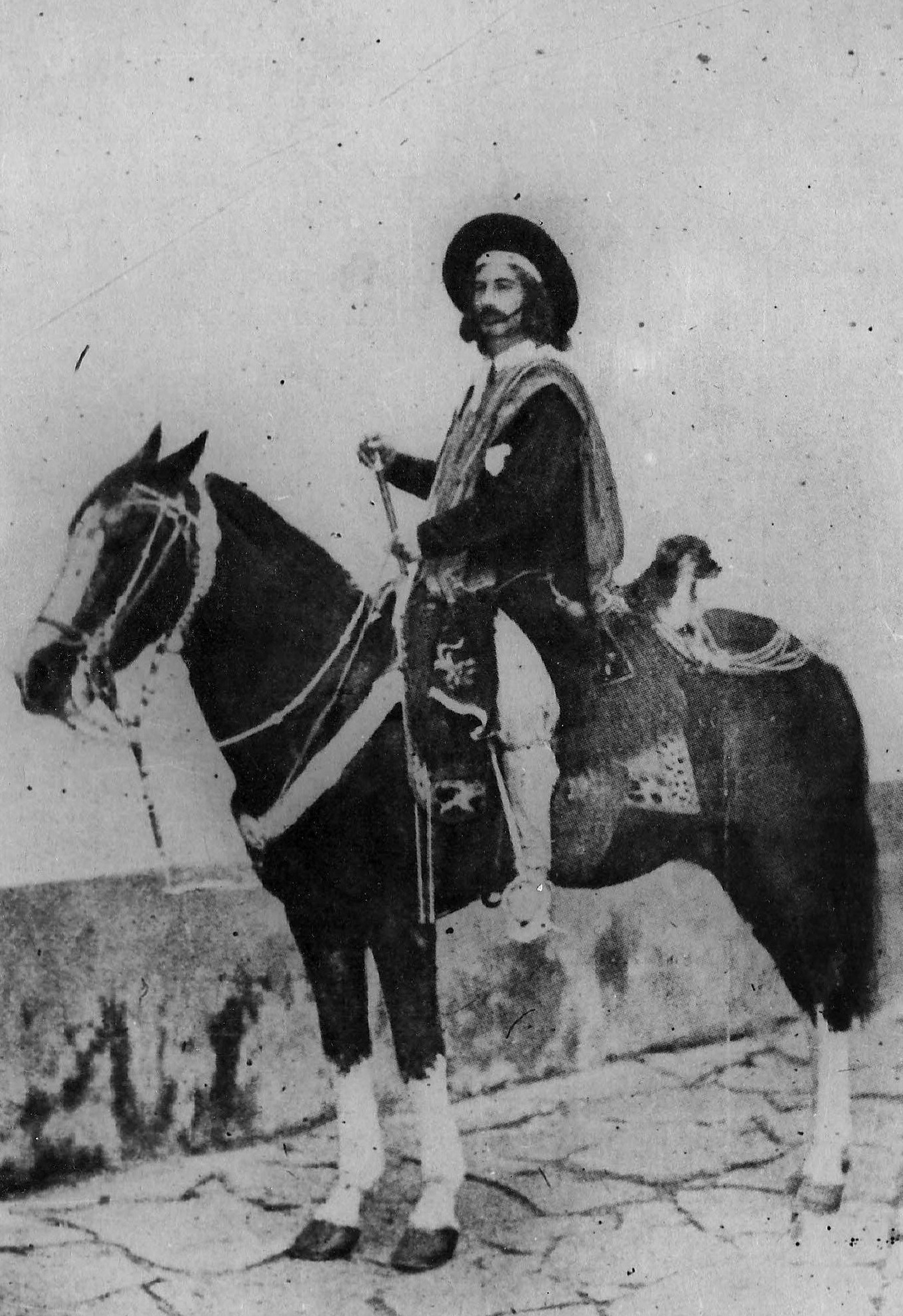
Il Gaucho busti Juan Moreira (foto c. 1874)

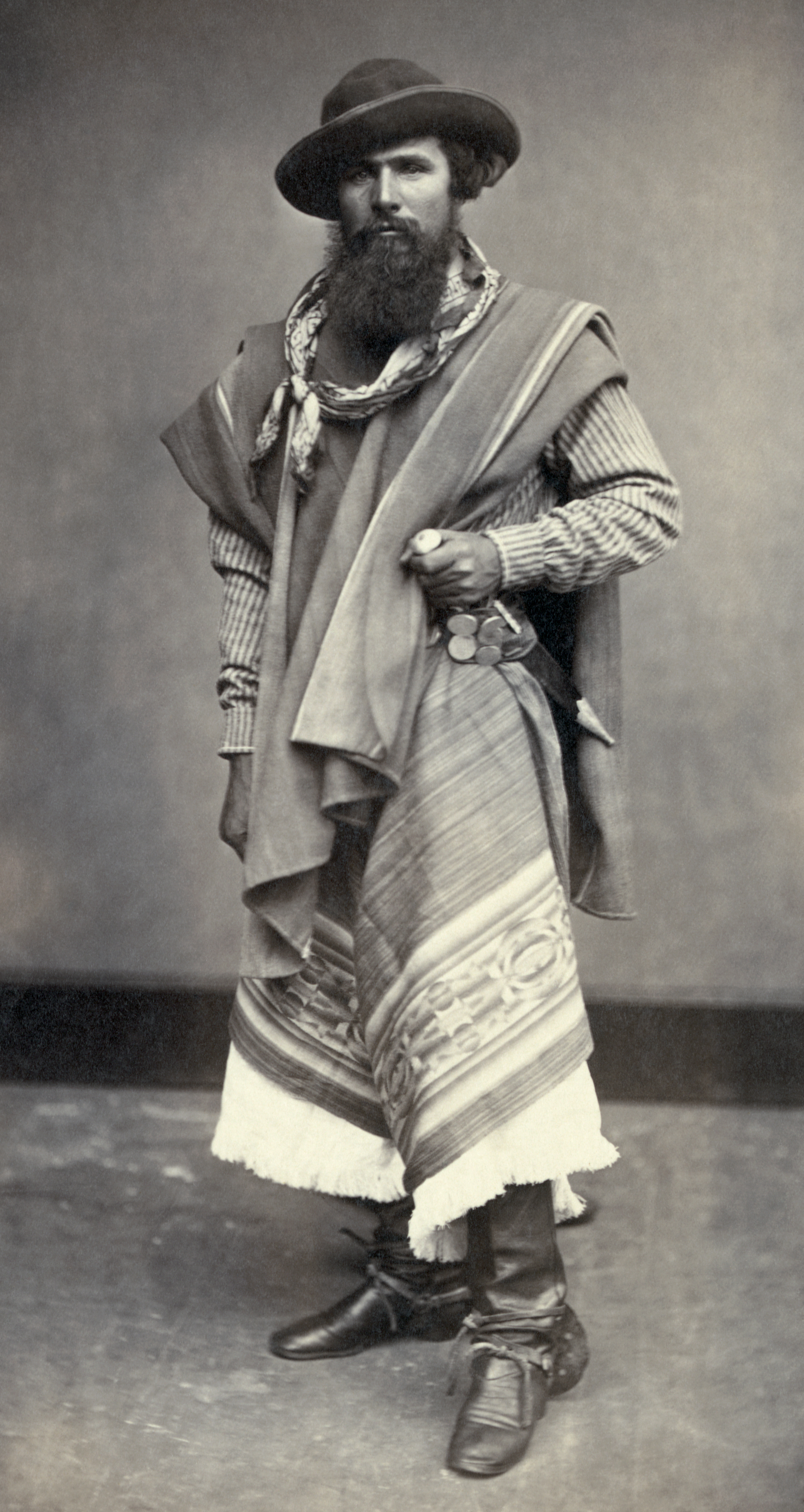
Tipico Gaucho Argentino in un'immagine del 1868.

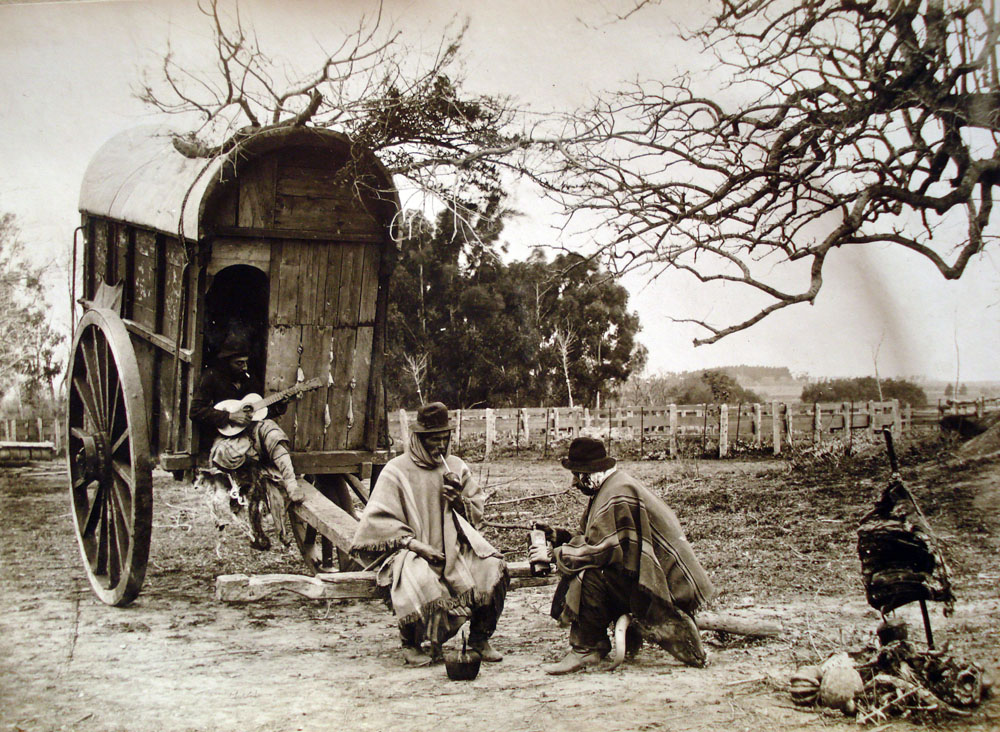
Tre Gauchos del XIX secolo al fianco di un antico carretto (carreta) bevendo mate mentre suonavano la chitarra nella pampa in questa immagine, ad un costato inferiore destro su un focolare, si stava cucinando alla croce un asado (arrosto), in una foto del 1889.

Il gaucho è il mandriano delle pampas dell'America meridionale, propriamente del cosiddetto Cono Sud.
I gaucho (pl. gauchos in lingua originale) si trovano in Argentina, nel dipartimento boliviano di Tarija, nella Regione Sud del Brasile, in Paraguay, in Uruguay e in Cile. In quest'ultimo Paese è noto con il nome di huaso.
È possibile dire che il gaucho sia nato nella Pampa orientale attorno al XVIII secolo. Il termine forse deriva dall'arabo, "uomo a cavallo", o più probabilmente dal quechua huacho (pronuncia: huaccio) "senza madre".
Viene descritto come un "selvaggio bianco che vive lontano dalla società", un "nomade a cavallo" e rappresenta un'importante figura nella storia delle pampas sudamericane.

## Caratteristiche
I gauchos (simili ai cowboy nord americani) sono caratterizzati dalla loro abilità nel cavalcare i cavalli creoli e anche dall'uso delle boleadoras (bolas), palline di pietra che arrotolate o legate a dei lacci di cuoio, vengono fatte roteare sopra la testa e, una volta lanciate, si arrotolano attorno alle gambe della preda. L'uso di questi oggetti si tramanda di padre in figlio tra i gaucho e ha origini risalenti a migliaia di anni fa.

## Etimologia
Sono state proposte molte spiegazioni, ma nessuno sa davvero come abbia avuto origine la parola "gaucho". Già nel 1933 un autore contava 36 diverse teorie; più recentemente, oltre cinquanta. Possono proliferare perché "non esiste alcuna documentazione che ne fissi l'origine in un tempo, in un luogo o in una lingua".
Sono state avanzate alcune teorie della somiglianza per spiegare l'origine della parola gaucho (ossia parole di diverse lingue che assomigliano al termine), molte delle quali mai confermate come attendibili.

### La teoria della frontiera dialettale
Un approccio diverso è considerare che la parola potrebbe aver avuto origine a nord del Río de la Plata, dove le lingue indigene erano piuttosto diverse e c'è un'influenza portoghese. Due fatti che qualsiasi teoria potrebbe utilmente spiegare sono:
- La parola in realtà esiste in due forme: Port. gaúcho e Sp. gaucho, entrambi a lungo attestati.
- I Gauchos sono menzionati per la prima volta per nome nei documenti coloniali spagnoli per l'attuale Uruguay, spesso in connessione con il contrabbando in Brasile. Così scriveva Azara (intorno al 1784):C'è in quella terra, e in particolare intorno a Montevideo e Maldonado, un'altra classe di persone, più appropriatamente chiamata gauchos o gauderios. Comunemente sono tutti criminali evasi dalle carceri della Spagna e del Brasile, oppure appartengono al numero di coloro che, a causa delle loro atrocità, sono dovuti fuggire nel deserto... Quando il gaucho ha qualche necessità o capriccio da soddisfare, ruba alcuni cavalli o mucche, li porta in Brasile dove li vende e dove ottiene tutto ciò di cui ha bisogno[5].

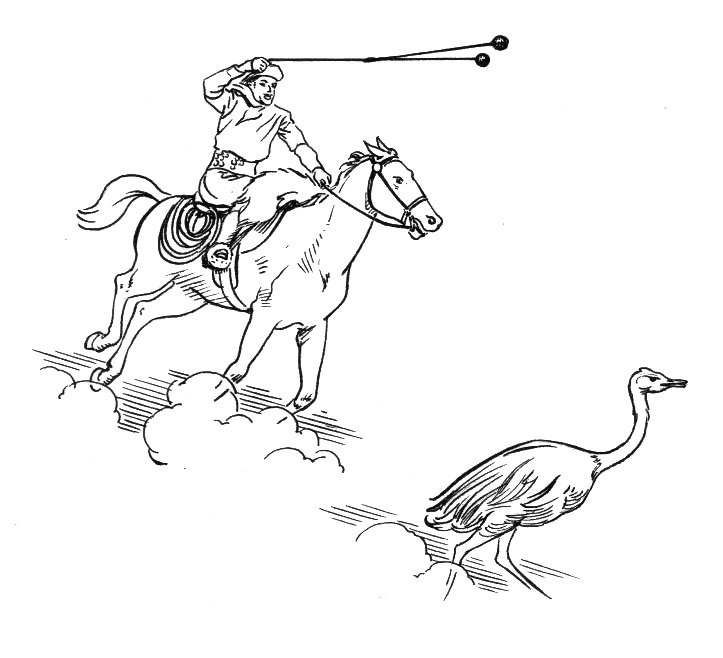
Esempio di uso delle boleadoras: il disegno mostra un Gaucho sul punto di catturare un nandù.

Quindi il sociolinguista uruguaiano José Pedro Rona pensava che l'origine della parola fosse da ricercare "nella zona di frontiera tra spagnolo e portoghese, che va dal nord dell'Uruguay alla provincia argentina di Corrientes e all'area brasiliana tra di loro".
Rona, lui stesso nato su una frontiera linguistica nell'Europa pre-Olocausto, è stato un pioniere del concetto di confini linguistici e ha studiato i dialetti dell'Uruguay settentrionale dove si mescolano portoghese e spagnolo. Rona pensava che, delle due forme — gaúcho e gaucho — gaúcho fosse probabilmente la prima, perché era linguisticamente più naturale che gaúcho si evolvesse per spostamento di accento in gáucho, piuttosto che il contrario. Così il problema si riduceva a spiegare l'origine di gaúcho.

A questo proposito, Rona pensava che gaúcho avesse origine nel nord dell'Uruguay, e provenisse da garrucho, una parola derisoria forse di origine Charrua nella documentazione storica. Tuttavia nei dialetti portoghesi dell'Uruguay settentrionale il fonema /rr/ non è facilmente pronunciabile, e quindi viene reso come /h/ (suona piuttosto come l'inglese h). Così garrucho sarebbe reso come gahucho, e in effetti il naturalista francese Auguste de Saint-Hilaire, in viaggio in Uruguay durante l'insurrezione di Artigas, scrisse nel suo diario (16 ottobre 1820):
Ces hommes sans religion et sans morale, le plus part indiens ou métis, que les Portugais désignaient sous le nom de "Garruchos ou Gahuchos". (Quegli uomini senza religione o morale, per lo più indiani o meticci, che i portoghesi chiamano Garruchos o Gahuchos). 
I nativi di lingua spagnola di queste terre di confine, tuttavia, non potevano elaborare il fonema /h/, e lo rendevano come nullo, quindi gaúcho. In sintesi, secondo questa teoria, il gaúcho ha avuto origine nelle terre di confine del dialetto che si sviluppa tra Uruguay e Brasile, derivando da una parola indigena derisoria garrucho, poi nelle terre spagnole si è evoluto spostando l'accento in gaucho.

## Storia
Il "gaucho" storico è elusivo, perché ce n'è stato più di un tipo. La mitizzazione ha oscurato l'argomento.

### Origini
I cavalieri itineranti, cacciatori di bestiame selvatico nella pampa, hanno avuto origine come classe sociale nel XVII secolo. "La grande abbondanza naturale della pampa", ha scritto Richard W. Slatta,
con la sua pletora di bovini, cavalli, struzzi, e altra selvaggina, significava che un abile cavaliere e cacciatore poteva vivere senza un impiego permanente vendendo pelli, piume, pellicce e mangiando carne di manzo gratis. Questa generosità pampiana ha modellato l'esistenza indipendente e migratoria del gaucho e la sua avversione per un regime sedentario". 
Il gaucho originale discendeva tipicamente da unioni tra uomini iberici e donne amerindie, sebbene potesse anche avere origini africane. Uno studio di analisi del DNA degli abitanti rurali del Rio Grande do Sul, che si definiscono gaúchos, ha affermato di discernere, non solo l'ascendenza amerindia (Charrúa e Guaraní) nella linea femminile ma, nella linea maschile, una percentuale maggiore di Discendenza spagnola rispetto al solito in Brasile. Tuttavia, i gauchos erano una classe sociale, non un gruppo etnico.
I Gauchos sono menzionati per la prima volta per nome nei registri del XVIII secolo delle autorità coloniali spagnole che amministravano la Banda Oriental (l'attuale Uruguay). Per loro è un fuorilegge, ladro di bestiame, rapinatore e contrabbandiere. Félix de Azara (1790) disse che i gauchos erano "la feccia del Rio de la Plata e del Brasile". Riassume uno studioso: "Fondamentalmente [il gaucho dell'epoca] era un contrabbandiere coloniale la cui attività era il contrabbando di pelli di bestiame. Il suo lavoro era altamente illegale; il suo carattere deplorevolmente riprovevole; la sua posizione sociale estremamente bassa.
"Gaucho" era un insulto; eppure era possibile usare la parola per riferirsi, senza animosità, alla gente di campagna in generale. Inoltre le abilità del gaucho, sebbene utili nel banditismo o nel contrabbando, erano altrettanto utili per prestare servizio nella polizia di frontiera. L'amministrazione spagnola ha reclutato il suo Cuerpo de Blandengues anticontrabbando tra gli stessi fuorilegge. Il patriota uruguaiano José Gervasio Artigas fece proprio quel passaggio di carriera.

### Guerre di emancipazione; indipendenza
Il gaucho era un cavaliere nato, e il suo coraggio nella causa patriota nelle guerre di indipendenza, specialmente sotto Artigas e Martín Miguel de Güemes, si guadagnò ammirazione e migliorò la sua immagine. Il generale spagnolo García Gamba, che combatté contro Güemes a Salta, disse:
I gauchos erano uomini che conoscevano il paese, ben montati e armati... Si avvicinavano alla truppa con tale sicurezza, disinvoltura e freddezza da suscitare grande ammirazione tra i militari europei, che vedevano per la prima volta questi straordinari cavalieri le cui eccellenti qualità per la guerriglia e la rapida sorpresa hanno dovuto sopportare in molte occasioni.
Sapendo che "gaucho" è un insulto, gli spagnoli lo scagliarono contro le milizie patriote; Güemes, tuttavia, lo raccolse come un distintivo d'onore, riferendosi alle sue truppe come "i miei gauchos".

I visitatori dell'Argentina e dell'Uruguay appena emergenti percepivano che un "gaucho" era una persona di campagna o un pastore: raramente c'era un significato peggiorativo. Emeric Essex Vidal, il primo artista a dipingere i gauchos, notò la loro mobilità (1820):
Non concepiscono mai alcun attaccamento né per la terra né per un padrone: per quanto bene possa pagare, e per quanto gentilmente possa trattarli, lo lasciano in qualsiasi momento quando se lo mettono in testa, il più delle volte senza nemmeno dirgli addio, o tutt'al più dicendo: "Vado, perché sono stato con te abbastanza". * * * Sono estremamente ospitali; forniscono alloggio e cibo a qualsiasi viaggiatore che si rivolga a loro, e non pensano quasi mai a chiedere chi sia o dove vada, anche se può rimanere con loro per diversi mesi. 
Vidal dipinse anche gauchos in visita dall'entroterra di Tucumán. ("I loro lineamenti sono particolarmente spagnoli, non attraversati da quella mescolanza osservabile nei cittadini di Buenos Ayres"). Non sono cavalieri: sono conducenti di carri da buoi e possono o meno essersi chiamati gauchos nella loro provincia.

Charles Darwin osservò la vita nella pampa per sei mesi e rifletté nel suo diario (1833):
I Gauchos, o contadini, sono molto superiori a quelli che risiedono nelle città. Il Gaucho è invariabilmente molto cortese, educato e ospitale: non ho incontrato nemmeno un caso di maleducazione o inospitalità. È modesto, rispetta se stesso e il paese, ma allo stesso tempo un tipo vivace e audace. D'altra parte si commettono molte rapine e molto spargimento di sangue: l'abitudine di portare costantemente il coltello è la causa principale di quest'ultima. È deplorevole sentire quante vite si perdono in liti futili. Nel combattimento, ciascuna delle parti cerca di segnare il volto del suo avversario tagliandogli il naso o gli occhi; come spesso attestano cicatrici profonde e dall'aspetto orrendo. Le rapine sono una conseguenza naturale del gioco d'azzardo universale, del bere molto e dell'estrema indolenza. A Mercedes ho chiesto a due uomini perché non funzionassero. Uno disse gravemente che i giorni erano troppo lunghi; l'altro che era troppo povero. Il numero di cavalli e la profusione di cibo sono la distruzione di ogni industria. 

### Controllo del gaucho vagabondo

#### Argentina
Man mano che le proprietà del bestiame crescevano, il gaucho che vagava liberamente divenne un fastidio per i proprietari terrieri, tranne quando il suo lavoro occasionale era richiesto, ad esempio, per la marchiatura. Inoltre i suoi servigi erano necessari negli eserciti che combattevano alle frontiere indiane, o nelle frequenti guerre civili.
Quindi in Argentina, le leggi sul vagabondaggio richiedevano ai lavoratori rurali di portare con sé documenti di lavoro. Alcune restrizioni alla libertà di movimento del gaucho furono imposte sotto il viceré spagnolo Sobremonte, ma furono notevolmente intensificate sotto Bernardino Rivadavia, e furono applicate ancora più vigorosamente sotto Juan Manuel de Rosas. Coloro che non portavano la documentazione potevano essere condannati ad anni di servizio militare. Dal 1822 al 1873 furono richiesti anche i passaporti interni.
Secondo il Marxista e altri studiosi il gaucho si "proletarizzato", preferendo la vita da peone stipendiato in un'estancia all'arruolamento forzato, alla paga irregolare e alla dura disciplina. Tuttavia, alcuni hanno resistito. "Con le parole e con i fatti, i soldati hanno contestato il modello disciplinare dello Stato", spesso disertando. I disertori spesso fuggivano verso la frontiera indiana, o addirittura si rifugiavano presso gli stessi indiani. José Hernández ha descritto l'amaro destino di un protagonista così gaucho nel suo poema Martín Fierro (1872), un grande successo popolare nelle campagne. Una stima era che i gaucho rinnegati costituissero la metà di tutti i gruppi di razziatori indiani.

Lucio Victorio Mansilla (1877) pensava di scorgere due tipi di gaucho nei soldati ai suoi ordini:
Il paisano gaucho (lavoratore di campagna) ha una casa, una fissa dimora, abitudini di lavoro, rispetto dell'autorità, dalla cui parte starà sempre, anche contro i suoi migliori sentimenti.
Ma il gaucho neto (vero e proprio gaucho) è il tipico criollo errante, qui oggi, là domani; giocatore d'azzardo, litigante, nemico della disciplina; chi fugge dal servizio militare quando è il suo turno, si rifugia tra gli indios se accoltella qualcuno, o si unisce alla montonera (che erano gruppi paramilitari civili armati che si organizzarono nel XIX secolo durante le guerre di indipendenza dalla Spagna nell'America ispanica) se si presenta.
Il primo ha gli istinti della civiltà; imita l'uomo di città nel vestire, nei costumi. Il secondo ama la tradizione; odia gli stranieri; il suo lusso sono i suoi speroni, il suo equipaggiamento luminoso, la sua fascia di cuoio, il suo facón (un coltello da combattimento e multiuso). Il primo si toglie il poncho per andare in città, il secondo vi si reca ostentando i suoi paramenti. Il primo è un agricoltore, un carrettiere, un mandriano, un peone. Il secondo si assume per la marchiatura del bestiame. Il primo è stato più volte soldato. Il secondo una volta faceva parte di uno squadrone e non appena ha visto la sua occasione ha disertato.

Il primo è sempre federale, il secondo non è più niente. Il primo crede ancora in qualcosa; il secondo non crede in niente. Ha sofferto più del furfante di città, e quindi è stato disilluso più velocemente. Vota, perché glielo dice il Comandante o il Sindaco, e con ciò si ottiene il suffragio universale. Se ha un reclamo, lo lascia cadere perché pensa che sia francamente una perdita di tempo. In una parola, il primo è un uomo utile per l'industria e il lavoro, il secondo è un abitante pericoloso ovunque. Se ricorre ai tribunali è perché ha l'istinto di credere che gli faranno giustizia per paura – e ci sono esempi, se non lo fanno si vendica – ferisce o uccide. I primi costituiscono la massa sociale argentina; il secondo sta scomparendo.
Già nel 1845 un vocabolario dialettale locale, di un sapiente compilatore, indicava per "gaucho" qualsiasi tipo di lavoratore rurale, compreso quello che coltivava la terra. Per riferirsi al tipo errante, bisognava precisare ulteriormente. La ricerca documentaria ha dimostrato che la grande maggioranza dei lavoratori rurali nella provincia di Buenos Aires non erano mandriani, ma coltivatori o pastori. Pertanto, il gaucho che sopravvive nell'immaginario popolare odierno - il cavaliere al galoppo - non era tipico.

#### Brasile e Uruguay

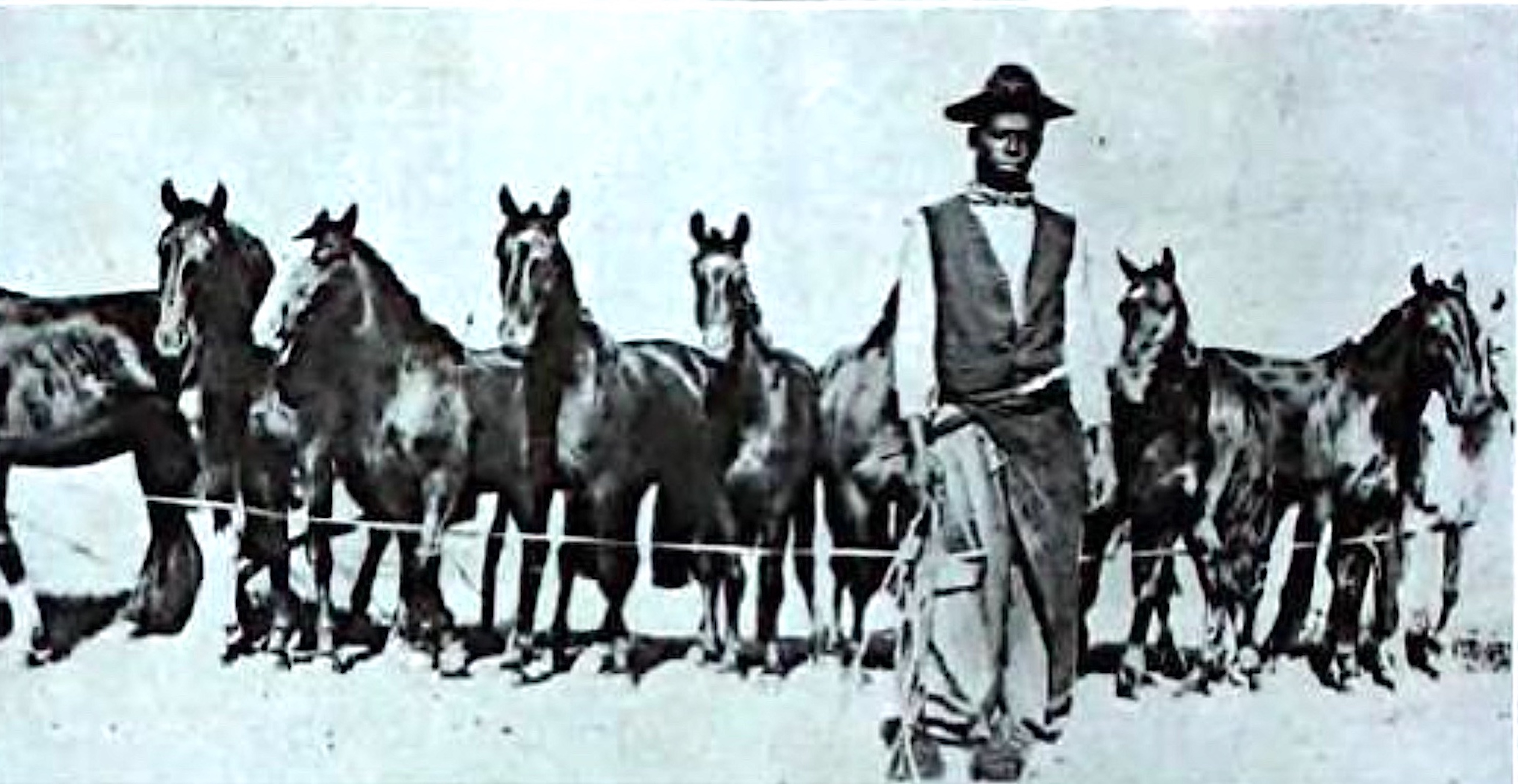
I gaucho neri erano all'ordine del giorno nelle terre di confine tra Brasile e Uruguay, sebbene raramente pubblicizzati. Un'eccezionale fotografia dell'inizio del XX secolo.

I Gauchos a nord del Río de la Plata erano simili alle loro controparti argentine; tuttavia ci sono state alcune differenze, in particolare nella regione a cavallo tra Brasile e Uruguay.
La corona portoghese, per conquistare il sud del Brasile, conteso con l'impero spagnolo, distribuì vasti appezzamenti di terreno a poche centinaia di famiglie. La manodopera in questa regione era scarsa, così i grandi proprietari terrieri la acquisirono permettendo a una classe sociale, chiamata agregados, di stabilirsi nella loro terra con i propri animali. I valori erano marziali e paternalistici, poiché il territorio andava avanti e indietro tra il Portogallo e la Spagna.
Così, la piramide sociale della terra di confine era divisa in rozzi terzi: al vertice, i proprietari terrieri portoghesi e le loro famiglie; poi gli agregados, le cui origini razziali variavano; e, in fondo, gli africani ridotti in schiavitù il cui gran numero distingue il confine brasiliano da aree di allevamento simili nel Rio de la Plata.

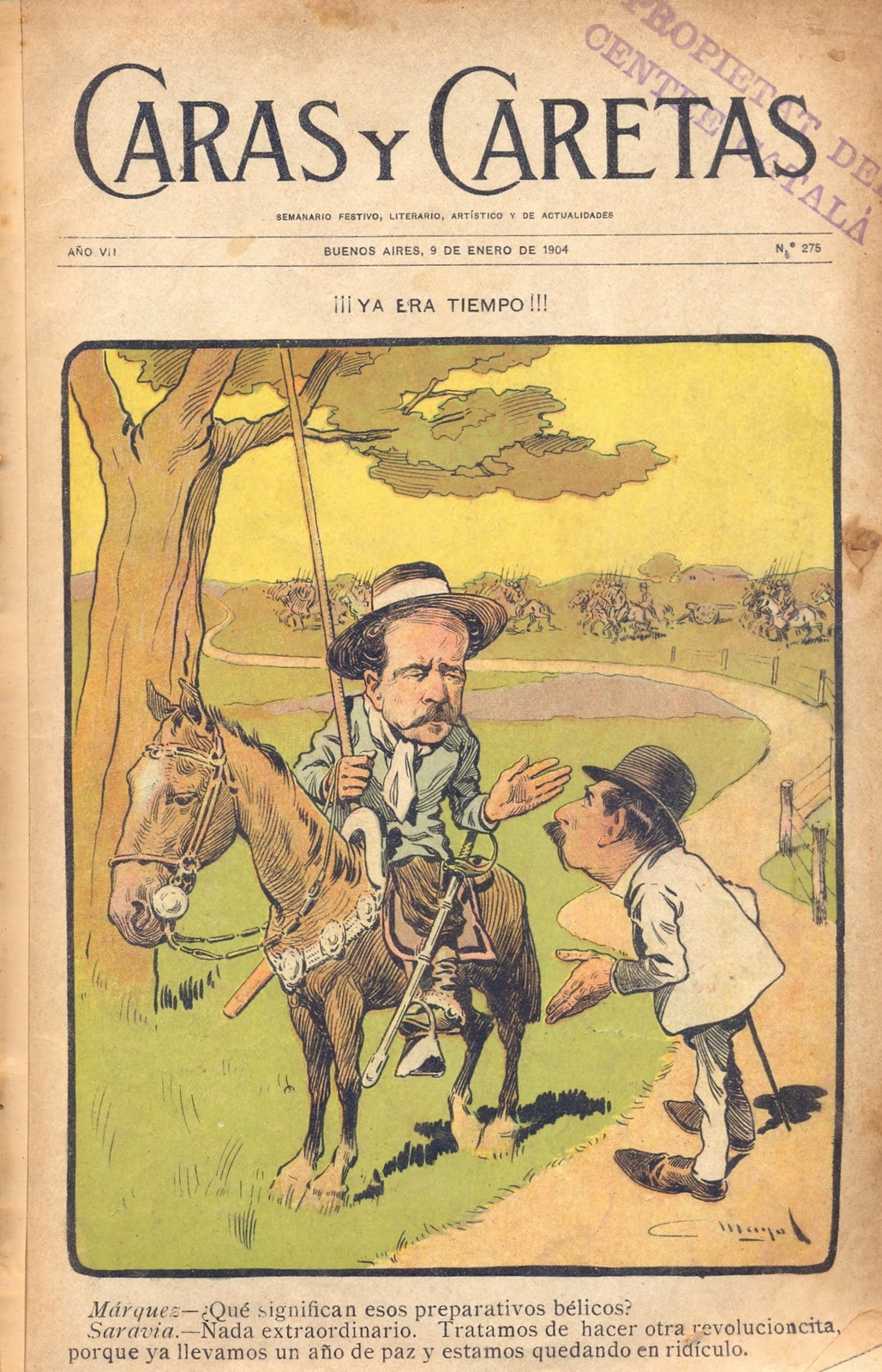
L'ultima delle insurrezioni gaucho uruguaiane, illustrata a mezzo satira in questa vignetta del 1904 che mostra Aparicio Saravia.

Le leggi brasiliane sull'eredità obbligavano i proprietari terrieri a lasciare le loro terre in parti uguali ai loro figli e figlie, e poiché erano numerosi e quelle leggi erano difficili da eludere, le grandi proprietà terriere si divisero in poche generazioni. Non c'erano le enormi tenute di bestiame della provincia di Buenos Aires dove, come esempio estremo, la famiglia Anchorena possedeva 958.000 ettari (2.370.000 acri) nel 1864.
A differenza dell'Argentina, gli allevatori di bestiame nel Rio Grande do Sul non avevano leggi sul vagabondaggio per legare i gaúchos ai loro ranch. Tuttavia, la schiavitù era legale in Brasile; nel Rio Grande do Sul esisteva fino al 1884; e forse la maggioranza dei lavoratori permanenti del ranch furono ridotti in schiavitù. Così molti campeiros (cowboy) a cavallo erano schiavi neri. Godevano di condizioni di vita nettamente migliori rispetto agli schiavi che lavoravano nelle brutali xarqueadas (impianti per la salagione del manzo). John Charles Chasteen ha spiegato perché:
L'ultima delle insurrezioni gaucho uruguaiane, satira in questa vignetta del 1904
L'allevamento richiede lavoratori a cavallo che non sono facilmente controllabili e hanno ampie opportunità di fuga. Per mantenere i propri schiavi, gli estancieiros (contadini) consideravano i dettami dell'umanità la politica più economica. Se lo potevano tranquillamente permettere.
Gli allevatori affamati di terra del Rio Grande acquistarono a buon mercato proprietà nel vicino Uruguay fino a quando non possedevano circa il 30% di quel paese, che allevarono con i loro schiavi e bestiame. L'area di confine era fluida, bilingue e senza legge. Sebbene la schiavitù sia stata abolita in Uruguay nel 1846 e ci fossero leggi contro il traffico di esseri umani, i governi deboli hanno applicato male quelle leggi. Spesso gli allevatori brasiliani semplicemente li ignoravano, persino attraversando e riattraversando il confine con i loro schiavi e bestiame. Un trattato di estradizione del 1851 richiedeva all'Uruguay di restituire gli schiavi brasiliani fuggitivi.
I governi hanno avuto difficoltà a stabilire un monopolio della violenza nella zona di confine. Nella rivoluzione federalista del 1893 gli eserciti con equipaggio gaúcho guidati da famiglie d'élite si combatterono con eccezionale barbarie. Potenti famiglie brasiliane-uruguaiane, come i Saraivas, guidarono insurrezioni montate in entrambi i paesi, anche nel XX secolo. Nella vignetta satirica (1904) Aparicio Saravia dice che è tempo di "un'altra piccola rivoluzione": sono stati in pace abbastanza a lungo e cominciano a sembrare ridicoli. Questa volta, tuttavia, i suoi cavalieri mobili e armati di lancia furono abbattuti, e in modo decisivo, dalle truppe uruguaiane armate di Fucili Mauser e cannoni Krupp, schierati in modo efficiente dal telegrafo e dalla ferrovia.

### Immigrazione europea
Era una politica ufficiale del governo, sancita dalla costituzione argentina del 1853, incoraggiare l'immigrazione europea. Lo scopo, non nascosto, era quello di soppiantare le "razze inferiori" dell'interno scarsamente popolato, inclusi i gauchos, che l'élite riteneva irrimediabilmente arretrati. Notoriamente, Domingo Faustino Sarmiento, il secondo presidente eletto dell'Argentina, aveva scritto (in Facundo: Civilización y Barbarie) che i gauchos, sebbene audaci e abili nelle tradizioni contadine, erano brutali, incoscienti, vivevano indolentemente nello squallore e - sostenendo i caudillos (uomini forti provinciali) - erano ostacoli all'unità nazionale. La popolazione era così scarsamente diffusa che era impossibile istruirla. Erano barbari, nemici del progresso. Juan Bautista Alberdi, ideatore della Costituzione, sosteneva che "governare è popolare".
Una volta raggiunta la stabilità politica, i risultati furono drammatici. Dal 1875 circa un'ondata di immigrati ha alterato la composizione etnica del paese. Nel 1914 il 40% dei residenti in Argentina era nato all'estero. Oggi i cognomi italiani sono più diffusi di quelli spagnoli.
Il filo spinato, a buon mercato dal 1876, recintava la pampa "eliminando così la necessità di cowboy gaucho". I Gauchos furono costretti ad abbandonare la terra, andando alla deriva nelle città rurali in cerca di lavoro, anche se alcuni furono mantenuti come braccianti. Cunninghame Graham (un politico, scrittore, giornalista e avventuriero scozzese), da cui prende il nome una strada di Buenos Aires, e che aveva vissuto come gaucho negli anni '70 dell'Ottocento, tornò nel 1914 al "suo primo amore, l'Argentina" e scoprì che era molto cambiata. "Il progresso, che ha costantemente criticato, aveva reso il gaucho praticamente estinto".
Wote S. Samuel Trifilo (1964): "Il gaucho di oggi che lavora nella pampa argentina non è un vero gaucho più del nostro cowboy di oggi, il cowboy del selvaggio West; entrambi se ne sono andati per sempre".
Due terzi dell'Uruguay si trovano a sud del Río Negro e questa parte è stata recintata più intensamente nel decennio 1870-1880. Il gaucho era emarginato ed era spesso costretto a vivere nei pueblos de ratas (baraccopoli rurali, letteralmente città di ratti).
A nord del Río Negro i gauchos mobili sopravvissero un po' più a lungo. Un antropologo scozzese della regione centrale (1882) vedeva molti di loro come instabili. L'immigrazione europea nelle campagne era minore. Il governo centrale non riuscì a consolidare il suo potere sulle campagne, e gli eserciti armati di gaucho continuarono a sfidarlo fino al 1904. I turbolenti leader gaucho, ad esempio i Saravia, avevano legami con gli allevatori di bestiame oltre il confine brasiliano, dove c'era molta meno immigrazione europea; i recinti di filo metallico non divennero comuni nella terra di confine fino alla fine del XIX secolo.
Le battaglie rivoluzionarie in Brasile terminarono nel 1930 sotto la dittatura di Getúlio Vargas, che disarmò gli eserciti gaúcho privati e proibì il porto di armi in pubblico.

### Il gaucho come icona

#### Argentina

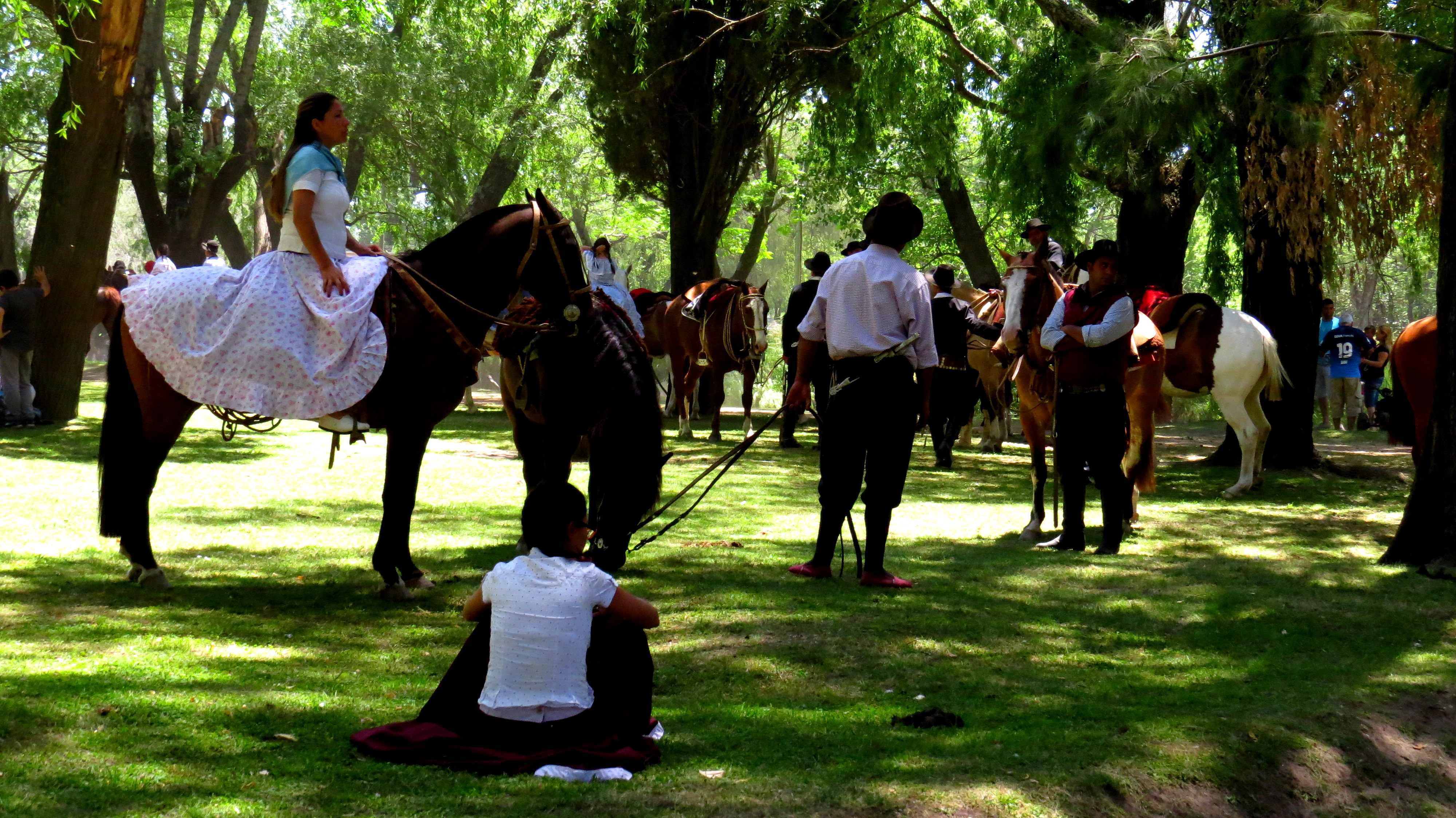
Rievocazione storica del Gaucho, San Antonio de Areco.

Nel XX secolo gli intellettuali urbani hanno promosso il gaucho come icona nazionale argentina; è stata una reazione alla massiccia immigrazione europea e a uno stile di vita in rapida evoluzione.
Questa nuova glorificazione dell'uomo delle pianure un tempo disprezzato arrivò nel momento in cui il gaucho era quasi scomparso dalla pampa. 
Jeane DeLaney ha sostenuto che l'immigrato era il capro espiatorio dei problemi della modernità; quindi, il sentimento era antimodernista, con un tocco xenofobo e nazionalista.
Scrittori che riflettevano in vario modo questa tendenza includevano José María Ramos Mejía, Manuel Gálvez, Rafael Obligado, José Ingenieros, Miguel Cané e soprattutto Leopoldo Lugones e Ricardo Güiraldes. La loro risposta fu di tornare a valori che potevano essere attribuiti al gaucho di una volta. Tuttavia, il gaucho che scelsero non era quello che coltivava la terra, ma quello che la attraversava al galoppo.

Per Lugones (1913), per discernere il vero carattere di un popolo, bisognava leggere la sua poesia epica; e Martín Fierro è stato il poema epico argentino per eccellenza. Lungi dall'essere un barbaro, il gaucho era l'eroe che fece ciò che l'impero spagnolo non poteva: civilizzare la pampa soggiogando l'indiano. Essere un gaucho richiedeva "compostezza, coraggio, ingegnosità, meditazione, sobrietà, vigore; tutto questo lo rendeva un uomo libero". Ma allora, chiese Lugones, perché il gaucho è scomparso? Perché, insieme alle sue virtù, aveva ereditato dai suoi antenati indiani e spagnoli due difetti: la pigrizia e il pessimismo.
Che sia scomparso è un bene per il paese, perché il suo sangue indiano conteneva un elemento inferiore.
Le lezioni di Lugones, dove canonizzò Martín Fierro con il suo litigioso protagonista gaucho, ebbero un sostegno ufficiale: vi parteciparono il presidente della Repubblica e il suo gabinetto, così come esponenti di spicco delle classi dirigenti tradizionali. Tuttavia, scriveva uno studioso messicano, nell'esaltare questo gaucho Lugones e altri non stavano ricreando un vero e proprio personaggio storico, stavano tessendo un mito nazionalista, a fini politici. Jorge Luis Borges pensava che la loro scelta del gaucho fosse un cattivo modello per gli argentini.
L'icona dell'uomo a cavallo è segretamente patetica. Sotto Attila, flagello di Dio, sotto Gengis Khan, sotto Timurlano, distrugge e fonda vasti regni, ma questi sono fugaci. È dal coltivatore che otteniamo la parola "cultura"; da città, "civiltà"; ma questo cavaliere è una tempesta passeggera... A questo proposito Capelle osserva che i Greci, i Romani, i Germani erano coltivatori della terra. 
Ha scritto la musicologa Melanie Plesch:
L'invenzione dei tipi nazionali, come è noto, comporta una buona dose di idealizzazione e fantasia, ma il caso argentino presenta una caratteristica peculiare: il mitico gaucho sembra essere stato disegnato come un'immagine capovolta dell'immigrato. Così, la rapacità dell'immigrato era in contrasto con il disinteresse, lo stoicismo e il bohémien spirituale del gaucho, caratteristiche che erano state precedentemente concettualizzate come la sua proverbiale pigrizia e mancanza di operosità. Ad esempio, suonare la chitarra, che prima era considerato un sintomo di pigrizia, ora era visto come un'espressione dell'anima del gaucho. 
L'iconico gaucho ha preso piede nella cultura popolare perché ha fatto appello a diversi gruppi sociali: lavoratori rurali sfollati; immigrati europei ansiosi di assimilarsi; classi dominanti tradizionali che vogliono affermare la propria legittimità. In un momento in cui l'élite esaltava l'Argentina come un paese "bianco", un quarto gruppo, quelli che possedevano la pelle scura, si sentirono convalidati dall'elevazione del gaucho, vedendo che la sua ascendenza non bianca era troppo nota per essere nascosta.
Oggi un movimento popolare celebra la cultura gaucho.

#### Brasile

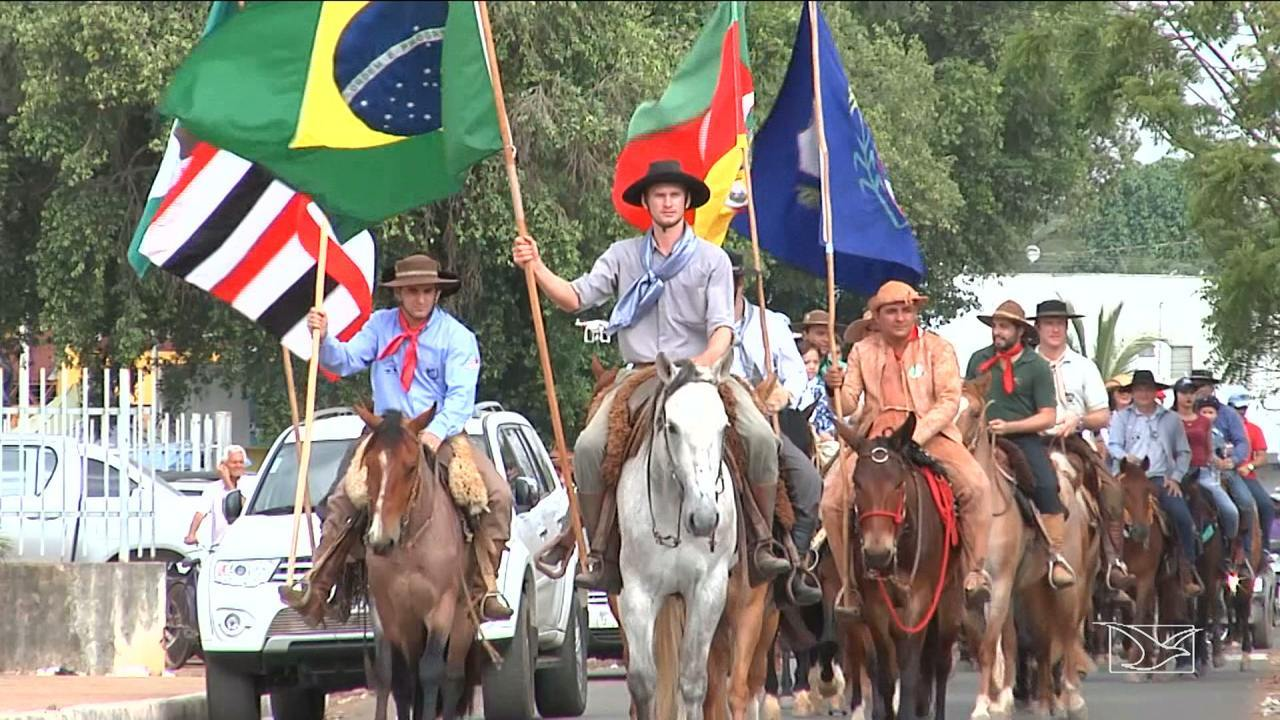
Una parata della Semana Farroupilha, un evento festivo della cultura Gaucho, che si celebra dal 13 al 20 settembre.

Anche nel Rio Grande do Sul il gaúcho è stato mitizzato, non in reazione alla massiccia immigrazione come in Argentina, ma per dare allo stato un'identità regionale. La celebrazione principale è la Semana Farroupilha, una settimana di festeggiamenti, sfilate di massa a cavallo, churrasco, rodei e balli. Si riferisce alla Guerra Ragamuffin (1835-1845), una guerra separatista guidata dall'élite contro l'Impero brasiliano; i politici lo hanno reinterpretato come movimento democratico. Quindi, ha scritto Luciano Bornholdt,
il mito del gaúcho è stato costruito con cura, ed è stato ritratto non come un povero pastore, che vive una vita pericolosa e sporca, ma come qualcosa di molto più attraente: è stato lodato come libero, ma onesto e fedele al suo protettore, un uomo abile, persino un eroe nei resoconti ufficiali delle guerre regionali. 
Tutti gli abitanti del Rio Grande do Sul oggi, anche avvocati e ostetriche, si definiscono gaúchos. Gli attuali allevatori e peões (peons), quando si riferiscono al proprio gruppo sociale, usano la parola piuttosto meno. Per loro, il gaúcho non è una tradizione, solo un set di abilità.
Il Movimento Tradicionalista Gaucho (MTG) ha una partecipazione attiva di due milioni di persone e afferma di essere il più grande movimento di cultura popolare nel mondo occidentale. Essenzialmente urbano, radicato nella nostalgia per la vita rurale, l'MTG promuove la cultura gaúcho. Ci sono 2.000 centri per le tradizioni gaúcho, non solo nello stato, ma altrove, anche a Los Angeles e Osaka, in Giappone. I prodotti Gaúcho includono programmi televisivi e radiofonici, articoli, libri, sale da ballo, artisti, dischi, ristoranti a tema e abbigliamento. Il movimento è stato fondato da intellettuali, apparentemente figli di piccoli proprietari terrieri arretrati che si erano trasferiti nelle città per studiare. Poiché la cultura gaúcho era vista come maschile, solo più tardi le donne furono invitate a partecipare. Sebbene i veri gaúchos della storia vivessero nella Campanha (regione delle pianure), alcuni dei primi ad aderirvi erano di etnia tedesca o italiana al di fuori di quell'area, una classe sociale che aveva idealizzato l'allevatore di gaúcho come un tipo superiore a loro.

## Equitazione
Per molti, un attributo essenziale di un gaucho è che è un abile cavaliere. Il medico e botanico scozzese David Christison notò nel 1882: "Ha preso le sue prime lezioni di equitazione prima di essere in grado di camminare". Senza un cavallo lo stesso gaucho si sentiva senza equipaggio. Durante le guerre del XIX secolo nel Cono Sud, le cavallerie su tutti i fronti erano composte quasi interamente da gauchos. In Argentina, eserciti gaucho come quello di Martín Miguel de Güemes, rallentarono l'avanzata spagnola. Inoltre, molti caudillos facevano affidamento sugli eserciti gaucho per controllare le province argentine.
Il naturalista William Henry Hudson, nato nella Pampa della provincia di Buenos Aires, ha registrato che i gauchos della sua infanzia dicevano che un uomo senza cavallo era un uomo senza gambe. Ha descritto l'incontro con un gaucho cieco che era obbligato a mendicare il proprio cibo ma si comportava con dignità e andava in giro a cavallo. Richard W. Slatta, l'autore di un'opera accademica sui gauchos, nota che i gaucho usavano i cavalli per raccogliere, marcare, guidare o addomesticare il bestiame, per tirare le reti da pesca, per cacciare gli struzzi, per catturare le pernici, per attingere acqua dal pozzo e persino, con l'aiuto dei suoi amici, cavalcare verso la propria sepoltura.
Per reputazione, il caudillo gaucho per antonomasia Juan Manuel de Rosas poteva gettare il cappello a terra e raccoglierlo mentre galoppava il suo cavallo, senza toccare la sella con la mano. Per il gaucho, il cavallo era assolutamente essenziale per la sua sopravvivenza perché, disse Hudson: "deve percorrere ogni giorno grandi distanze, vedere rapidamente, giudicare rapidamente, essere sempre pronto a incontrare fame e fatica, violenti sbalzi di temperatura, grandi e improvvisi pericoli".
Una copla popolare era:
| Mi caballo e mi mujer viajaron para Salta, el caballo que se vuelva, mi mujer que no me hace falta. | Il mio cavallo e la mia donna se ne andarono a Salta, possa tornare il cavallo perché non ho bisogno della mia donna. |

Era la passione del gaucho possedere tutti i suoi destrieri in colori coordinati. Hudson ha ricordato:
Il gaucho, dal più povero lavoratore a cavallo al più grande proprietario di terre e di bestiame, ha, o aveva in quei giorni, il gusto di avere tutti i suoi cavalli da sella di un colore. Ogni uomo di regola aveva la sua tropilla - la sua mezza dozzina o una dozzina o più cavalli da sella, e li avrebbe avuti tutti il più simili possibile, in modo che un uomo avesse color castagna, un altro marrone, baio, argento o grigio ferro, grigio scuro, fulvo (biondo tendente al rosso), color crema, o nero, o bianco, o pezzato (a macchie). 
Il caudillo Chacho Peñaloza ha descritto il punto più basso della sua vita come "In Cile - e a piedi!" (En Chile ya pie.)

### Equitazione estrema

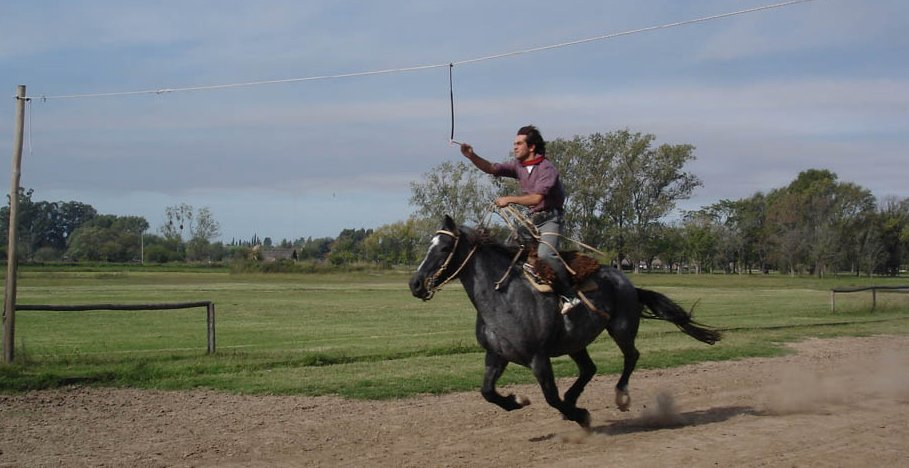
Un cavaliere moderno fa sortija

Richard W. Slatta ha raccolto casi di sport equestri estremi praticati dai gauchos del XIX secolo.
I gauchos maltrattavano regolarmente i loro cavalli poiché questi erano abbondanti. Anche un povero gaucho di solito aveva una tropilla (branco) di circa una dozzina di esemplari. La maggior parte di quegli sport sono stati banditi dall'élite.
- La Sortija. Portando una lancia, un cavaliere al galoppo doveva impalare un piccolo anello che pendeva da un filo. Introdotto dalla Spagna, questo sport è ancora praticato nei paesi di lingua spagnola.
- Patò. Un gioco simile al rugby a cavallo, ma che si estende su chilometri di terreno. Bandito nella sua forma originale, il pato è stato nobilitato ed è ora lo sport nazionale argentino[47].

## Cultura
Il gaucho svolge un importante ruolo simbolico nei sentimenti nazionalisti di questa regione, in particolare quella di Argentina, Paraguay e Uruguay. Il poema epico Martín Fierro di José Hernández (considerato da alcuni l'epopea nazionale dell'Argentina) usava il gaucho come simbolo contro la corruzione e della tradizione nazionale argentina, contrapposta alle tendenze europeizzanti. Martín Fierro, l'eroe del poema, viene arruolato nell'esercito argentino per una guerra di confine, diserta e diventa un fuorilegge e un fuggitivo. L'immagine del gaucho libero è spesso contrapposta agli schiavi che lavoravano nelle terre brasiliane settentrionali. Ulteriori descrizioni letterarie si trovano in Don Segundo Sombra di Ricardo Güiraldes.
I gaucho erano generalmente ritenuti tipi forti, onesti, silenziosi, ma orgogliosi e capaci di violenza se provocati. Anche la tendenza gaucho alla violenza per questioni meschine è riconosciuta come un tratto tipico. L'uso da parte di Gauchos del facón, un grosso coltello generalmente infilato nella parte posteriore della fascia del gaucho, è leggendario, spesso associato a un considerevole salasso. Storicamente, il facón era tipicamente l'unico strumento per mangiare portato da un gaucho.
La dieta del gaucho era composta quasi interamente da carne di manzo, integrata dal mate, un infuso a base di erbe ricavato dalle foglie di yerba mate, un tipo di agrifoglio ricco di caffeina e sostanze nutritive. L'acqua per il mate veniva riscaldata prima dell'ebollizione su un fornello in un bollitore, e tradizionalmente veniva servita in una zucca scavata e sorseggiata attraverso una cannuccia di metallo chiamata bombilla.
I gauchos vestivano e maneggiavano strumenti abbastanza distinti dai cowboy nordamericani. Oltre al lariat, i gauchos usavano bolas o boleadoras (boleadeiras in portoghese), tre rocce rilegate in pelle legate insieme con cinghie di cuoio. Il tipico abbigliamento gaucho includeva un poncho, che fungeva anche da coperta da sella e da letto; un facón (pugnale); una frusta di cuoio chiamata rebenque; e pantaloni larghi chiamati bombachas o un poncho o una coperta avvolti intorno ai lombi come un pannolino chiamato chiripá, allacciati con una fascia chiamata faja. Una cintura di pelle, a volte decorata con monete e fibbie elaborate, è spesso indossata sopra la fascia. Durante gli inverni, i gauchos indossavano pesanti poncho di lana per proteggersi dal freddo.
I loro compiti erano spostare il bestiame tra i pascoli o verso siti di mercato come il porto di Buenos Aires. La yerra consiste nel marchiare l'animale con il segno del proprietario. L'addomesticamento degli animali era un'altra delle loro attività abituali. L'addomesticamento era un mestiere particolarmente apprezzato in tutta l'Argentina e le gare per addomesticare il puledro selvatico rimanevano in vigore durante le feste. La maggior parte dei gauchos era analfabeta e considerata connazionale.